# Martin Wentz
Martin Wentz (* 28. Februar 1945 in Halle (Saale)) ist ein deutscher ehemaliger SPD-Politiker, Physiker, Stadtplaner und Honorarprofessor für Stadtplanung. Er war von 1978 bis 2001 in der Frankfurter Stadtpolitik tätig, zuletzt als Planungsdezernent und Baudezernent.

## Leben
Martin Wentz absolvierte das Abitur 1965 am Freiherr-von-Stein-Gymnasium. Anschließend studierte er von 1965 bis 1970 Physik an der Johann Wolfgang Goethe-Universität in Frankfurt am Main und erlangte seinen Abschluss als Diplom-Physiker. 1974 wurde er am Institut für angewandte Physik promoviert.
Nach seiner Ausbildung arbeitete Martin Wentz von 1974 bis 1983 im Bereich Medizinischer Physik am Institut für Biophysik der Goethe-Universität, ab 1983 publizierte er als Freier Journalist vornehmlich zu Themen der Energie- und Umweltpolitik. 1985 wurde er Mitarbeiter der Hessischen Staatskanzlei und ab 1987 bei der Hessischen Landesanstalt für Umwelt. 1989 wurde er zum Stadtrat und Planungsdezernenten der Stadt Frankfurt am Main gewählt. Am 8. März 2000 übernahm er das Baudezernat der Stadt. Am 15. Juni 2001 schied er nach Verzicht auf Wiederwahl aus dem Magistrat der Stadt aus. Seit 2001 betreibt Martin Wentz ein Architektur- und Städtebau-Büro in Frankfurt am Main.
Nach seiner Lehrtätigkeit in der Medizin Physik erhielt Wentz von 1983 bis 1989 einen Lehrauftrag an der heutigen Frankfurt University of Applied Sciences für zweisemestrige Vorlesungen zur Energie- und Umweltpolitik. Seien ersten Lehrauftrag für zweisemestrige Vorlesungen zur Stadtentwicklung und zum Städtebau erhielt Wentz 1996 von der Universität Kaiserslautern.
Eine  Vertretungsprofessur am Institut ORL der Universität Karlsruhe hatte Wentz von 2001 bis 2003, von 2003 bis 2006 eine Honorarprofessur für Stadtplanung an der European Business School, Oestrich-Winkel und 2006–2015 eine Honorarprofessur für Stadtplanung an der Universität Regensburg sowie am IRE|BS (International Real Estate Business School) – Institut für Immobilienwirtschaft.
Martin Wentz war als Frankfurter Planungsdezernent maßgeblich an der Neuentwicklung des Frankfurter „Stadtraum Main“ und des Mainuferparks beteiligt. Dazu gehörten insbesondere das neue Deutschherrnviertel, der Theodor-Stern-Kai und der Westhafen, eine Umwandlung des ehemaligen Binnenhafens in ein modernes Stadtquartier im Rahmen eines Public-Private-Projekts.
Außerdem schreibt Wentz regelmäßig in ausgewählten Zeitschriften zur Stadtpolitik und Stadtplanung.
In „Die Stadt der Eisenbahn wird zum Europaviertel“ untersucht Wentz die Entwicklung des von ihm maßgeblich geplanten Europaviertels. Er kritisiert die Aufteilung der öffentlichen Straßenräume und das Fehlen kultureller Einrichtungen, die für die soziale Entwicklung neuer Stadtteile wesentlich sind.

## Politik
1978 wurde Wentz zum Vorsitzenden der hessischen Jungsozialisten gewählt. Er engagierte sich vornehmlich zu Themen der Energie- und Umweltpolitik, gegen Kernkraftwerke und die Wiederaufarbeitung von radioaktiven Brennstäben sowie bei der Gründung des Hessischen Elternbund e. V. Von 1983 bis 1989 war er Vorsitzender der SPD Frankfurt am Main, in der Zeit von 1985 bis 1989 Stadtverordneter in Frankfurt am Main. In diesen Funktionen publizierte er zu Themen des sozialen Wandels in der Dienstleistungsgesellschaft und deren Auswirkungen auf die Politik der SPD.
1989 organisierte Martin Wentz den Wahlkampf der Frankfurter SPD bei den Kommunalwahlen in Hessen. Er gewann mit der SPD 44,8 % der Stimmen und wurde Dezernent für Planung der Stadt Frankfurt am Main. 1995 wurde er für weitere sechs Jahre gewählt. In seiner zweiten Amtszeit wechselte er im Jahr 2000 in das Baudezernat der Stadt Frankfurt am Main und beendete 2001 seine politische Laufbahn.
In seine Zeit fiel die Entwicklung zahlreicher Frankfurter Großprojekte wie die des „Stadtraum Main“, der neue Stadtteil Riedberg, das Europaviertel, der Rebstock oder der Hochhausentwicklungsplan.

## Architekturbüro & Stadtplanung
Seit 2001 leitet Wentz das Planungs- und Baubüro Wentz Concept Projektstrategie GmbH, das heute unter Wentz Planungsgesellschaft mbH & Co. KG firmiert. In dem Büro arbeiten ca. 20 Architekten und Stadtplaner für vornehmlich private, aber auch öffentliche Auftraggeber.

## Stiftung
Im Jahr 2017 gründete Wentz mit seiner Ehefrau Evelyn Wentz die gemeinnützige Evelyn und Martin Wentz Stiftung, die sich insbesondere der Förderung von Wissenschaft und Forschung, Kunst und Kultur sowie der Unterstützung von Studierenden in diesen Bereichen widmet.

## Auszeichnungen und Ehrungen
- Wentz erhielt 2016 die  Ehrenplakette der Stadt Frankfurt[5] in Würdigung seiner umfangreichen Leistungen für die Frankfurter Stadtentwicklung.

## Mitgliedschaften in Gremien und Organisationen
- seit 1998 Deutsche Akademie für Städtebau und Landesplanung
- seit 2005 Architekten- und Stadtplanerkammer Hessen
- 1999–2001 Vorsitzender des Bauausschusses des Deutschen Städtetags
- 1999–2019 Vorstand der Gesellschaft der Freunde des Deutschen Architekturmuseums[6]
- seit 2001 Mitglied im Deutschen Verband für Wohnungswesen, Städtebau und Raumordnung[7]
- 2000 bis 2010 Stiftungsrat der Stiftung Lebendige Stadt[7]
- 1989–2001 Aufsichtsrat ABG Frankfurt Holding
- 1996–2001 Aufsichtsrat Flughafen AG[8]
- 1989–2001 Aufsichtsrat Messe Frankfurt
- 1996–2001 Aufsichtsrat Mainova
- 1989–2001 Aufsichtsrat Stadtwerke Verkehrsgesellschaft
- Aufsichtsrat Wirtschaftsförderung Frankfurt GmbH
- 1995–2000 Aufsichtsratsvorsitzender der Westhafen Entwicklungsgesellschaft
- 1994–2000 Aufsichtsratsvorsitzender Mainufer Projektentwicklungsgesellschaft
- 1995–2000 Aufsichtsratsvorsitzender der Rebstock Entwicklungsgesellschaft
- 1993–2000 Aufsichtsratsvorsitzender der Konversionsflächen Entwicklungsgesellschaft (KEG)
- 2002 Gründung des Bürgervereins Alte Stadtbibliothek e.V. zum Wiederaufbau der historischen Stadtbibliothek zu Gunsten des Literaturhauses Frankfurt
- 2009–2019 Vizepräsident der Industrie- und Handelskammer, Frankfurt am Main
- 2011–2020 Mitglied der Jury des Immobilien Award
- seit 2014 Patron im Frankfurter Patronatsverein für die Städtischen Bühnen
- seit 2018 Gründungsmitglied der Initiative Bürgerstiftung Neue Oper Frankfurt[9]

## Publikationen (Auswahl)
- Planen und Handeln für Frankfurt am Main Hrsg. FAAG, Frankfurt 1990
- Stadtplanung in Frankfurt am Main in: Stadtplanung in Frankfurt, Hrsg. M. Wentz, Campus Verlag 1991
- Raum und Zeit in der metropolitanen Entwicklung in: Stadt-Räume, Hrsg. M. Wentz, Campus Verlag 1991
- Sozialer Wandel und Planungskultur in: Planungs-Kulturen, Hrsg. M. Wentz, Campus Verlag 1992
- Stadtentwicklung in den Neunziger Jahren in: Frankfurt am Main – Stadtperspektiven, Hrsg. Becker/Wentz,
- R. Müller Verlag 1992 Wohnen in der Stadt heute in: Wohn-Stadt, Hrsg. M. Wentz, Campus Verlag 1993
- Stadtentwicklungsplanung in: Wohn-Stadt, Hrsg. M. Wentz, Campus Verlag 1993
- Verkehrspolitik in Frankfurt am Main in: Klima-Bündnis-Stadt Frankfurt, Hrsg. Klima-Bündnis e.V. 1994
- Neue Stadtteile in Frankfurt am Main in: Region, Hrsg. M. Wentz, Campus Verlag 1994
- Der Wohnungsbau der Fünfziger Jahre – Ein Rückblick in: Sprung in die Moderne, Hrsg. D. Bartetzko, Campus Verlag 1994
- Sieben Thesen für die Zukunft der Stadt – Rahmenbedingungen und Notwendigkeiten der Stadtentwicklungs- und Wohnungsbaupolitik im ausgehenden 20. Jahrhundert in: Stadt Statt Rand, Hrsg. D. Christ, Hannover 1995
- Stadträume – Definition und Organisation städtischer Lebensräume in: Rurbanisierung: Abschied von Stadt und Land, Hrsg. E. Holzinger / ÖIR 1995
- Thesen zur Stadt. Sieben Leitlinien zur Planung unserer Städte in: DAM Jahrbuch für Architektur, Prestel Verlag 1995
- Stadt-Entwicklung in: Stadt-Entwicklung, Hrsg. M. Wentz, Campus Verlag 1996
- Neue Stadtteile in: Planung und Entwicklung neuer Stadtteile, Hrsg. Magistrat der Stadt Frankfurt am Main 1997
- Wohnungsbau und Stadtentwicklung in: Neuer Wohnungsbau, Hrsg. M. Wentz, Campus Verlag 1998
- Die Kompakte Stadt in: Die Zukunft des Städtischen – Die kompakte Stadt, Hrsg. M. Wentz, Campus-Verlag 2000
- Mobilität und Stadtplanung – Wechselwirkungen im Wandel in: Mobilität im Wandel, Hrsg. Stiftung Bauwesen Heft 18, Stuttgart 2013
- Der Frankfurter Westhafen. Die Transformation in ein neues Stadtquartier in: RaumPlanung 216 / 2-2022